# Ensayos de toxicidad
Los ensayos de toxicidad son estudios cualitativos y cuantitativos de los efectos nocivos que pueden ser ocasionados por cualquier agente químico o físico sobre la estructura y la función de los diferentes sistemas en el organismo. Estos estudios resultan de gran importancia para evaluar la seguridad de diferentes compuestos y prevenir posibles alteraciones que se puedan generar en el organismo.
Los objetivos de estos estudios experimentales son los siguientes:   
| Conocer sobre el compuesto estudiado:                                  |
| ---------------------------------------------------------------------- |
| 1. La toxicidad intrínseca                                             |
| 2. El impacto tóxico y su capacidad de reversibilidad                  |
| 3. Los mecanismos y las dianas sobre las que actúa                     |
| 4. La diferencia de susceptibilidad entre sexos, especies y grupos     |
| 5. La cinética y el metabolismo                                        |
| 6. Los métodos diagnósticos                                            |
| 7. Las medidas de tratamiento                                          |
| 8. Evaluar el riesgo y establecer medidas de seguridad y de prevención |

Objetivos de los ensayos de toxicidad 
Por tanto, el último objetivo de estos ensayos es valorar la toxicidad de cualquier sustancia que pueda entrar en contacto con el medio ambiente o la población.

### Clasificación de los ensayos toxicológicos
Los principales estudios toxicológicos regulados son los siguientes:
- Ensayos de toxicidad aguda vía oral, dérmica e inhalatoria
- Capacidad corrosiva: dérmica y ocular
- Capacidad irritante: dérmica y ocular
- Capacidad sensibilizante
- Toxicidad por exposición repetida o prolongada
- Carcinogenicidad
- Mutagenicidad
- Toxicidad para la reproducción y desarrollo
- Toxicidad para el medio ambiente
- Cinética en el organismo y degradación en el medio ambiente
- Propiedades fisicoquímicas
- Otros: neurotoxicidad, comportamiento, etcétera[2]

### Ensayos de toxicidad con dosis repetidas
Los ensayos de toxicidad mediante dosis repetidas son un tipo de prueba de determinación de toxicidad de sustancias que puede surgir de la exposición repetida durante un largo período de tiempo.
En este tipo de ensayos, se emplean tres dosis:
- Una dosis menor, que no produzca toxicidad, pero que sea superior a la exposición esperada en humanos.
- Una dosis intermedia, que sea ligeramente tóxica.
- Una dosis mayor, claramente tóxica, pero sin llegar a provocar la muerte a más del 10 % de los individuos del grupo.

El objetivo de los estudios de toxicidad con dosis repetidas, es conocer las alteraciones funcionales o patológicas subsiguientes a la administración de dosis repetidas en un fármaco: estudios de dosis repetidas (90 días) y estudios crónicos (1 año).
Se evaluará:
- El comportamiento
- El crecimiento
- La fórmula sanguínea
- Pruebas funcionales
- Exámenes histopatológicos

#### Características y requisitos para la CEE
- Especies: al menos dos, una no roedora. Es importante que exista similitud con el hombre.
- Número de animales: debe ser suficiente
- Vía de administración: en caso de ser técnicamente posible, debe ser la prevista para el hombre.

| Duración prevista en el hombre | Duración de la toxicidad con dosis repetidas |
| ------------------------------ | -------------------------------------------- |
| 1 o varias en un día           | 2 semanas                                    |
| Hasta 7 días                   | 4 semanas                                    |
| Hasta 30 días                  | 12 semanas (3 meses)                         |
| Más de 30 días                 | 24 semanas (6 meses)                         |
| Más de 6 meses                 | 48 semanas (12 meses)                        |

- Niveles de dosis: deben ser mínimo 3

#### Líneas directrices de la OCDE (Organización para la Cooperación y el Desarrollo Económicos)
- 408: vía oral, 90 días en roedores
- 409: vía oral, 90 días en no roedores
- 411: vía cutánea 90 días
- 412: vía inhalatoria[3] (14 días o 28 días)
- 413: vía inhalatoria 90 días